# 열대정원
열대정원(tropical garden)은 열대 식물을 특징으로 하는 정원 유형으로, 폭우가 내리거나 적절한 관개 또는 물 공급을 위한 스프링클러 시스템이 필요하다. 이러한 정원에는 일반적으로 비료와 상당한 멀칭이 필요하다.
열대정원은 더 이상 열대 지역에만 국한되지 않는다. 서늘한 기후의 많은 정원사들은 식물과 꽃을 신중하게 선택함으로써 가능한 열대 정원 디자인을 채택하고 있다. 주요 특징으로는 잎이 매우 큰 식물, 정원 뒤쪽으로 높이 솟아 울창한 정원을 이루는 식물 등이 있다. 큰 식물과 작은 나무들이 정원 위에 늘어져 햇빛이 땅에 직접 닿게 한다.

## 같이 보기
- 정원 종류